# Santa Cruz Pueblo
Santa Cruz Pueblo är en ort i kommunen Dzitbalché i delstaten Campeche i Mexiko. Det är kommunens tredje största ort sett till invånare. Santa Cruz Pueblo ligger strax sydväst om Dzitbalché och Bacabchén och hade 401 invånare vid den senaste officiella folkräkningen i Mexiko 2010.